# Список заказников Украины

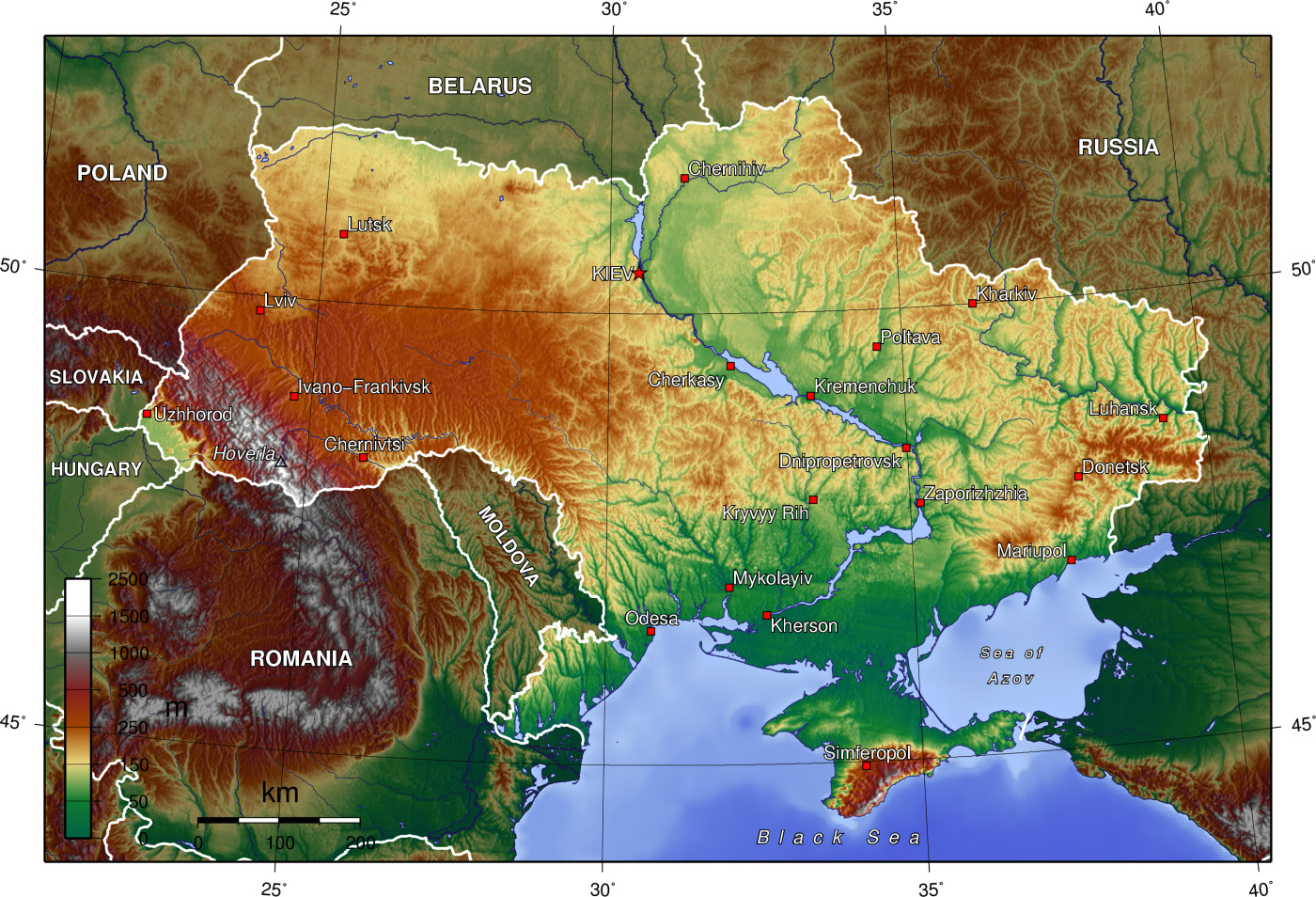
Карта Украины.

Список заказников, расположенных на территории Украины.
Заказники, располагающиеся на территории де-факто входящего в состав России Крымского полуострова, вынесены в отдельный список.

## А
- Азовская дача
- Артёмовские садово-дендрологические насаждения
- Астанинские плавни
- Апшинецкий заказник

## Б
- Балка Водяная
- Балка Орлинская
- Балка Северная
- Белосарайская коса
- Бердянский заказник
- Бесташ (заказник)
- Болото Мартыненково
- Болото Мох
- Бречский заказник
- Буго-Деснянский заказник

## В
- Великоанадольский лес
- Верхнесамарский заказник
- Волчанский заказник

## Г
- Гектова балка
- Грузская балка

## Д
- Дальницкий лес
- Дорогинский заказник

## З
- Змеиный (остров)
- Знаменовская балка
- Зорянская степь

## К
- Казанок (заказник)
- Кальчикский заказник
- Каморетский заказник
- Канака (заказник)
- Каркинитский заказник
- Качинский каньон
- Ковыльники у села Григорьевка
- Колодезное (заказник)
- Коханое
- Кравчуково болото
- Кривокосский лиман
- Круглик
- Кубалач

## Л
- Ландшафтный заказник Грофа
- Ландыш (заказник)
- Ландышевая дубрава
- Ларинский заказник
- Лес по реке Крынка

## Н
- Намеловая растительность у села Кирово
- Нескучненский лес
- Новосёлковский заказник
- Новый Свет

## О
- Оболонский заказник
- Обушок (заказник)

## П
- Палимбия (заказник)
- Петровский заказник
- Подпесочное
- Пойма-1
- Приазовский цапельник
- Пристенское
- Путивский заказник

## Р
- Раздольненский заказник
- Рыхлевская дача[2]

## С
- Савранский лес
- Северскодонецкий заказник
- Середовщина
- Соколиные горы
- Сосинский заказник
- Сосновые насаждения (заказник)
- Староманзырский заказник
- Старомихайловский заказник
- Старченковский заказник
- Степь у села Платоновка
- Стрелка (коса)
- Синяя-Криница

## Т
- Тилигульская пересыпь

## У
- Урочище Леонтьево-Байракское
- Урочище Плоское
- Урочище Россоховатое
- Урочище Сосна
- Урочище Софиевское

## Ф
- Филлофорное поле Зернова

## Х
- Хапхальский заказник

## Ч
- Чёрный Жеребец
- Чёрный лес
- Чернецкое (заказник)

## Щ
- Щучья заводь

## Ю
- Юницкий заказник

## Я
- Ямполовский заказник